# 越王勾践 (电视剧)
《越王勾践》，是2007年中国中央电视台制作出品的电视剧。根据勾践的故事改编，共41集，陈宝国、尤勇、鲍国安、李光洁、姚安濂、周扬主演。

## 演员表
- 陈宝国 饰演 勾践
- 尤勇 饰演 夫差
- 李光洁 饰演 范蠡
- 鲍国安 饰演 伍子胥
- 姚安濂 饰演 伯嚭
- 张彤 饰演 文种
- 周扬 饰演 西施
- 谭晓燕 饰演 勾践夫人
- 刘希媛 饰演 灵玉
- 吴韻 饰演 顺妃
- 万瑶瑶 饰演 卫姬
- 于珈若 饰演 郑旦
- 刘燕斌 饰演 公孙举
- 刘晶晶 饰演 月岫
- 耿晓霖 饰演 陆甲
- 毕海峰 饰演 端科
- 胡凯之 饰演 琪瑛（少年）
- 柳小海 饰演 琪瑛（青年）
- 张镝 饰演 居竹
- 李献琦 饰演 计倪
- 刘廉 饰演 曳庸
- 郭超 饰演 杜垣
- 任舞 饰演 钟离剑
- 王骁 饰演 赵鞅
- 刘军 饰演 干将
- 杨小阳 饰演 莫邪
- 于子宽 饰演 欧冶子
- 郭超 饰演 杜野
- 钟林 饰演 马爷
- 侯煜 饰演 仲佶
- 胡志勇 饰演 于将军
- 孙宝海 饰演 古将军

## 外部連結
專題 （页面存档备份，存于）